# NSC TV
NSC TV (sigla de Nossa Santa Catarina) é uma rede de televisão estadual brasileira sediada em Florianópolis, Santa Catarina. Possui 6 emissoras afiliadas à TV Globo cobrindo todo o estado. Entre 1979 e 2016, estas emissoras fizeram parte da RBS TV de Porto Alegre, Rio Grande do Sul, que as vendeu juntamente com todos os veículos do Grupo RBS em Santa Catarina para o Grupo NC. Após um período de transição e uma votação popular para escolher o novo nome, a rede foi oficialmente fundada em 15 de agosto de 2017, culminando também na criação de um novo grupo de comunicação homônimo, a NSC Comunicação.

## História

### Antecedentes
A RBS TV foi fundada em 29 de dezembro de 1962, com a criação da TV Gaúcha de Porto Alegre, Rio Grande do Sul. A rede chegou em Santa Catarina a partir da expansão da Rede Brasil Sul de Comunicações (atual Grupo RBS) para o estado em 1979, com a criação da TV Catarinense em Florianópolis e da TV Santa Catarina em Joinville, sendo essas as únicas emissoras fundadas originalmente pelo grupo.
As outras quatro foram adquiridas depois da sua criação, de grupos já existentes no estado. Em 1980, foi adquirida a TV Coligadas de Blumenau (fundada em 1969, pertencente a Mário Petrelli); em 1982, a TV Cultura de Chapecó (fundada no mesmo ano e também pertencente a Mário Petrelli); em 1995, a TV Eldorado de Criciúma (fundada em 1978, pertencente à Rede de Comunicações Eldorado); e em 2005, a TV Catarinense de Joaçaba (fundada em 1988, pertencente à Central Barriga Verde). Estas seis emissoras somavam-se com as outras 12 existentes no Rio Grande do Sul, fazendo da RBS TV a maior rede de televisão afiliada à Rede Globo em número de emissoras.

### Transição e formação
O Grupo RBS começou a passar por problemas financeiros no ano de 2011, quando seus membros foram denunciados pelo Ministério Público por crimes contra o sistema financeiro nacional, dando início a Operação Zelotes, que também investigou outras 70 empresas (números até março de 2015) pelos mesmos motivos. Entre 2014 e 2015, o grupo demitiu dezenas de funcionários nos dois estados, dando início a uma série de boatos sobre a venda dos seus veículos para outros grupos de comunicação.
Em 2016, sites divulgaram informações que davam conta de uma venda das operações catarinenses da RBS TV e de outros veículos para o empresário Lírio Parisotto (proprietário do grupo Videolar). O Grupo RBS inicialmente negou as informações através de comunicado oficial. Mas um mês depois, em 7 de março, foi confirmada a venda através de uma videoconferência feita com os funcionários em Florianópolis e nas filiais do interior. Além de Parisotto, Carlos Sanchez (proprietário do Grupo NC) também foi anunciado como novo proprietário dos veículos, dividindo a sociedade. A venda das operações foi aprovada sem restrições pelo CADE em 15 de julho. Parisotto posteriormente abandonou a sociedade em função de um escândalo pessoal com Luiza Brunet, deixando Carlos Sanchez e outros acionistas do Grupo NC como proprietários integrais do novo grupo de comunicação.
Em outubro, o Grupo NC iniciou a descaracterização da antiga marca nos veículos. As emissoras catarinenses da RBS TV deixaram de fazer menção à sigla "RBS" nos programas (com exceção do próprio RBS Notícias, por ser o nome do então telejornal da noite), vinhetas, fachadas de prédios, microfones (a canopla utilizada passou a ter o logo da Rede Globo nos quatro lados), entre outros. Em 3 de maio de 2017, foi lançada durante o Jornal do Almoço uma votação popular para escolher o nome da futura rede de televisão e de suas emissoras, bem como da divisão de mídia do conglomerado do Grupo NC.
O telespectador poderia votar pela internet até 15 de maio em três nomes, desenvolvidos pela Interbrand: DNC (que significa DNA Catarinense), Lig (que significa Ligada em Santa Catarina) e NSC (que significa Nossa Santa Catarina). O resultado foi divulgado no mesmo telejornal em 16 de maio, e deu como escolhida a última opção por 66,28% dos votos. Em 15 de julho, o Grupo NC realizou um evento para funcionários e colaboradores em Florianópolis, onde apresentou a marca da NSC Comunicação, futura subsidiária de comunicação do grupo, e confirmou sua estreia para o dia 16 de agosto, bem como a festa de lançamento do grupo e da NSC TV um dia antes.
A emissora foi inaugurada em 15 de agosto, por volta das 20h15. A jornalista Laine Valgas apresentou um programete ao vivo no intervalo da telenovela Pega Pega, lançando a nova marca da emissora e apresentando vídeos institucionais sobre o compromisso da empresa com o estado de Santa Catarina. No evento de inauguração, estiveram presentes o proprietário do Grupo NC, Carlos Sanchez, o proprietário do Grupo Globo, Roberto Irineu Marinho, o diretor-geral da Rede Globo, Carlos Henrique Schroder, além de vários outros convidados.

## Emissoras

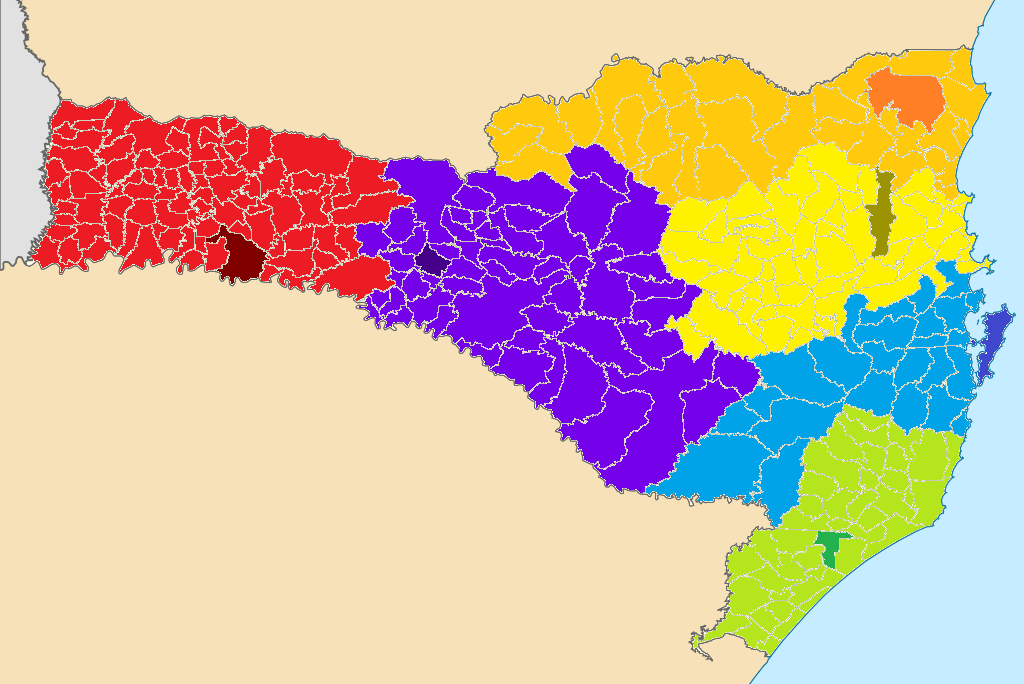
Divisão da área de cobertura da NSC TV por emissora

Com a aquisição das emissoras catarinenses da RBS TV, a nova rede passou a ser composta por 6 emissoras. O esquema de transmissão permaneceu o mesmo, com os programas gerados a partir de Florianópolis e a sua retransmissão pelas emissoras do interior, com a produção de blocos locais dos telejornais (exceto em Joaçaba) e a geração de comerciais locais.

## Controvérsias
O nome escolhido para a rede, NSC, é a sigla do canal por assinatura National Sports Channel, que esteve no ar entre 2003 e 2007. A empresa no entanto ainda existe, assim como sua sigla, que é de posse do jornalista Octávio Muniz, estando com contrato social ativo desde 2004 na Receita Federal e na Junta Comercial de São Paulo, segundo ele. O Grupo NC registrou, assim como os outros propostos na votação, Lig e DNC, o nome NSC e suas variantes (com o acrônimo "TV") no INPI, e não comentou o caso.